# Estació de Liceu
Liceu és una estació de la L3 del Metro de Barcelona situada sota la Rambla entre el Gran Teatre del Liceu i el Mercat de la Boqueria al districte de Ciutat Vella de Barcelona. L'estació compta amb vestíbuls independents per a cada sentit a causa de la poca profunditat que té l'estació.
L'estació va entrar en servei el 1925 com a part de la primera prolongació del Gran Metro de Barcelona i amb el nom de Liceo fins que el 1982 amb la reorganització dels números de línies i canvis de nom d'estacions va adoptar el nom actual.
L'estació va ser acabada de reformar l'estiu de 2008 i és la primera estació del metro de Barcelona amb una decoració temàtica.
| Metro de Barcelona     |           |                                              |           |                        |
| Procedència/Destinació | <         | Línia                                        | >         | Procedència/Destinació |
| Zona Universitària     | Drassanes | Logotip de la Línia 3 del metro de Barcelona | Catalunya | Trinitat Nova          |

## Accessos

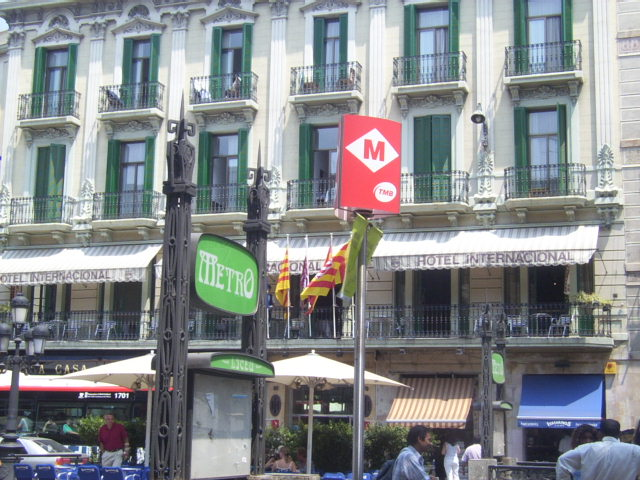
Accés a l'estació

- La Rambla - Gran Teatre del Liceu
- La Rambla - Mercat de la Boqueria